# Prognathodes falcifer
Prognathodes falcifer är en fiskart som först beskrevs av Hubbs och Rechnitzer, 1958.  Prognathodes falcifer ingår i släktet Prognathodes och familjen Chaetodontidae. IUCN kategoriserar arten globalt som livskraftig. Inga underarter finns listade i Catalogue of Life.